# Carea padanga
Carea padanga är en fjärilsart som beskrevs av Swinhoe 1916. Carea padanga ingår i släktet Carea och familjen trågspinnare. Inga underarter finns listade i Catalogue of Life.